# 2 Samuel 16
2 Samuel 16 es el decimosexto capítulo del Segundo Libro de Samuel en el Antiguo Testamento de la Biblia cristiana o la primera parte de los Libros de Samuel en la Biblia hebrea. Según la tradición judía, el libro se atribuyó al profeta Samuel, con adiciones de los profetas Gad y Natán, pero muchos eruditos modernos lo ven como una composición de varios textos independientes de diversas épocas, desde el 630-540 a. C. aproximadamente.  Este capítulo contiene el relato del reinado de David en Jerusalén. Esto se encuentra dentro de una sección que comprende 2 Samuel 9-20 y continúa hasta 1 Reyes 1-2, que tratan de las luchas de poder entre los hijos de David para sucederle en el trono hasta que «el reino quedó establecido en manos de Salomón» (1 Reyes 2:46).

## Texto
Este capítulo fue escrito originalmente en el idioma hebreo. Está dividido en 23 versículos.

### Testigos textuales
Algunos manuscritos antiguos que contienen el texto de este capítulo en hebreo son de la tradición del Texto Masorético, que incluye el Códice de El Cairo (895), el Códice de Alepo (siglo X) y el Códice de Leningrado (1008). Se encontraron fragmentos que contienen partes de este capítulo en hebreo entre los Rollos del Mar Muerto, incluido el 4Q51 (4QSama; 100-50 a. C.) con los versículos 3-4, 9-10 y 12 existentes.
Entre los manuscritos antiguos existentes de una traducción al griego koiné conocida como la Septuaginta (originalmente realizada en los últimos siglos a. C.) se encuentran el Códice Vaticano (B; {\displaystyle \ ara{G}}B; siglo IV) y el Códice Alejandrino (A; {\displaystyle \ ara{G}}A; siglo V).

## Análisis
La historia de la rebelión de Absalón puede observarse como cinco episodios consecutivos:
A. La huida de David de Jerusalén (15:13-16:14)
B. El victorioso Absalón y sus consejeros (16:15-17:14)
C. David llega a Mahanaim (17:15-29)
B'. La rebelión es aplastada y Absalón es ejecutado (18:1-19:8abc)
A'. El regreso de David a Jerusalén (19:8d-20:3)
El papel de Dios parece estar subestimado en todos los acontecimientos, pero se revela en un detalle aparentemente insignificante: «el cruce del río Jordán». La raíz hebrea de la palabra' 'br, «cruzar» (en varias formas nominales y verbales) se utiliza más de 30 veces en estos capítulos (en comparación con las 20 veces en el resto de 2 Samuel) para informar de la huida de David de Jerusalén, su cruce del río Jordán y su regreso a Jerusalén. En 2 Samuel 17:16, donde se afirma que David debe cruzar el Jordán (17:16), el verbo «br» se refuerza incluso con un «infinitivo absoluto hebreo» para marcar este momento crítico: «el rey David está a punto de cruzar la frontera de la tierra de Israel». El futuro de David estuvo en duda hasta que se afirmó que Dios había hecho inútiles los buenos consejos de Ahitofel a Absalón (2 Samuel 17:14), concediendo así la oración de David (15:31) y salvando a David de las nuevas acciones de Absalón. Una vez derrotado Absalón, el cruce de David de nuevo sobre el Jordán se hace eco del primer cruce de los israelitas sobre el Jordán bajo el liderazgo de Josué (Josué 1-4):
1. Tanto David como Josué cruzaron el Jordán y llegaron a Gilgal (Josué 4:19; 2 Samuel 19:40).
2. Ambos fueron ayudados por mujeres que escondieron a los buenos espías para salvar la misión: Rahab en Josué 2:1-21 y la mujer de Bahurim en 2 Samuel 17:20.
3. En ambos episodios aparece el Arca de la Alianza, aunque David impidió que el arca saliera de la tierra de Israel (15:25; en referencia a las zonas al oeste del río Jordán).[15]

## David huyó de Jerusalén (16:1-14)

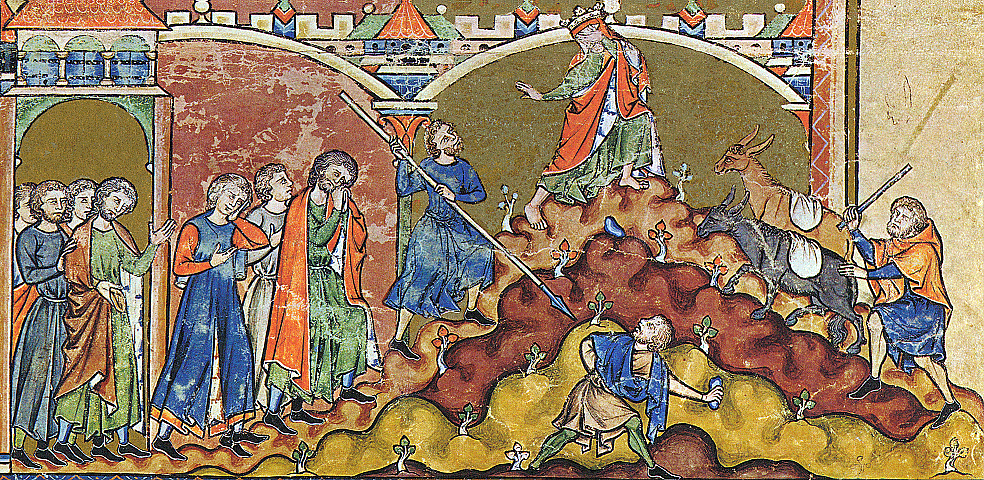
«David huye de Jerusalén tras la conspiración de Absalón. Siba (a la derecha) trae provisiones». Ilustración de la Biblia Maciejowski (década de 1240)

Esta sección continúa la anterior (2 Samuel 15:13-37), donde David tuvo las tres primeras de cinco reuniones al salir de Jerusalén, con otras dos reuniones, esta vez con dos personas relacionadas con la casa de Saúl. 
La primera reunión fue con Ziba, el sirviente de Mefiboset (versículos 1-4), quien trajo provisiones para David e informó que Mefiboset había decidido quedarse en Jerusalén, pensando que el reino de Saúl le sería devuelto. Más tarde, las palabras de Mefi-boset en 19:27-29 lo cuestionaron. Sin embargo, en ese momento, sin posibilidad de investigar y en contra de su mejor juicio, David aceptó el informe de Siba y le concedió todas las propiedades de Saúl. 
La segunda reunión tuvo lugar en Bahurim, en el borde del desierto, donde apareció otro saulida llamado Simei (versículos 5-14) maldiciendo a David y llamándolo «asesino», mientras interpretaba la toma del reino por parte de Absalón como la venganza de Dios por «la sangre de la casa de Saúl» sobre David
(versículo 8).
Existen algunas posibilidades del presunto crimen de David:
1. la ejecución de siete miembros de la familia de Saúl en Gabaón (2 Samuel 21:1–14),
2. la muerte de Abner (2 Samuel 3) e Is-boset (=Ishbaal; 2 Samuel 4), de la que David podría haber sido responsable, o
3. las muertes de Saúl y Jonatán en el monte Gilboa (1 Samuel 31; 2 Samuel 1), por las que David estaba implicado porque en ese momento se había pasado a los filisteos.[18]

David no estaba dispuesto a actuar contra Simei, aceptando la posibilidad de que Simei estuviera maldiciendo por orden de YHWH (versículo 10), por lo que David se resignó a la voluntad de Dios sin protestar (cf. 1 Samuel 26:9-11).
La conversación con Abisai sobre matar a Simei refleja la de matar a Saúl en 1 Samuel 26 de la siguiente manera:
| 1 Samuel 26:8–11                                                                      | 2 Samuel 16:9–12                                                            |
| ------------------------------------------------------------------------------------- | --------------------------------------------------------------------------- |
| 26:8a Abisai habla con David.                                                         | 16:9a Abisai habla con David.                                               |
| 26:8b Abisai comenta la situación actual: Dios ha entregado a Saúl en manos de David. | 16:9b Abisai comenta la situación: ¿Por qué debería Shimei insultar al rey? |
| 26:8c Abisai propone matar al enemigo de David por David                              | 16:9c Abisai propone matar al enemigo de David por David                    |
| 26:9 David impide que Abisai mate a Saúl.                                             | 16:10a David impide que Abisai mate a Simei.                                |
| 26:10 David invoca a Dios para impedir que Abisai                                     | 16:10b David invoca a Dios para impedir que Abisai                          |
| 26:11 David invoca a Dios por segunda vez                                             | 16:11-12 David invoca a Dios por segunda vez.                               |

## Absalón entró en Jerusalén (16:15-23)
Absalón entró en Jerusalén como vencedor y fue recibido por Husai, llamado «amigo de David», con la aclamación estándar «¡Larga vida al
rey» para declarar su lealtad al nuevo rey (versículo 16). Absalón sospechó instintivamente de las señales de deslealtad de Husai hacia David, pero se convenció de que Husai consideraba a Absalón el elegido de Dios y rey por aclamación pública y le prometió la misma lealtad que había mostrado a su padre (versículo 18).
Tan pronto como se instaló en Jerusalén, Absalón aceptó imprudentemente el consejo de Ahitofel (que fue «estimado y considerado como una guía divina» en el versículo 23) de ir al harén de su padre (cf. 2 Samuel 12:8; 1 Reyes 2:22-23), declarando así públicamente su pretensión al trono, que de hecho ya había tomado. Ahitofel razonó que tal acción suponía una ruptura decisiva de las relaciones entre el hijo y el padre, lo que consolidaría el apoyo del bando antidavídico.
Al contar con dos de los consejeros más sabios de la época (Ajitofel y Hushai), Absalón podía estar seguro de su éxito, sin pensar en consultar a YHWH (a través de los sacerdotes y el Arca de la Alianza), pero esto sería la perdición de Absalón, porque Hushai nunca le aconsejaría que hiciera lo sabio, mientras que Ahitofel le aconsejaría que hiciera lo perverso, básicamente pecar contra YHWH.

### Versículo 18
Y Husai dijo a Absalón: «No, sino que seré de aquel a quien el SEÑOR, este pueblo y todos los hombres de Israel elijan, y con él permaneceré».
La respuesta de Hushai a la sospecha de Absalón sobre su lealtad contiene ambigüedades, porque, sin mencionar ningún nombre, esta circunlocución o carácter descriptivo del rey de Israel encajaría mejor con David, a quien el Señor había elegido de forma demostrativa y el pueblo de Israel había ungido públicamente, en lugar de Absalón, que en ese momento no tenía ninguno de los dos.
- «Este pueblo»: se refiere a «los ciudadanos de Jerusalén» que habían hecho un lamento general por la partida de David (2 Samuel 15:23) y no habían aceptado a Absalón como su nuevo rey.[23]

### Comentarios sobre Samuel
- Auld, Graeme (2003). «1 & 2 Samuel».  En James D. G. Dunn and John William Rogerson, ed. Eerdmans Commentary on the Bible. Eerdmans. ISBN 9780802837110.
- Bergen, David T. (1996). 1, 2 Samuel. B&H Publishing Group. ISBN 9780805401073.
- Gordon, Robert P. (1999). I & II Samuel, A Commentary. Zondervan. ISBN 978-0310230229.
- Hertzberg, Hans Wilhelm (1964). I & II Samuel, A Commentary (trans. from German 2nd edition 1960 edición). Westminster John Knox Press. p. 19. ISBN 978-0664223182.
- Tsumura, David Toshio (2007). The First Book of Samuel. Eerdmans. ISBN 9780802823595.

### General
- Breytenbach, Andries (2000). «Who Is Behind The Samuel Narrative?».  En Johannes Cornelis de Moor and H.F. Van Rooy, ed. Past, Present, Future: the Deuteronomistic History and the Prophets. Brill. ISBN 9789004118713.
- Coogan, Michael David (2007).  Coogan, Michael David; Brettler, Marc Zvi; Newsom, Carol Ann et al., eds. The New Oxford Annotated Bible with the Apocryphal/Deuterocanonical Books: New Revised Standard Version, Issue 48 (Augmented 3rd edición). Oxford University Press. ISBN 978-0195288810.
- Fitzmyer, Joseph A. (2008). A Guide to the Dead Sea Scrolls and Related Literature. Grand Rapids, MI: William B. Eerdmans Publishing Company. ISBN 9780802862419.
- Halley, Henry H. (1965). Halley's Bible Handbook: an abbreviated Bible commentary (24th (revised) edición). Zondervan Publishing House. ISBN 0-310-25720-4. (requiere registro).
- Hayes, Christine (2015). Introduction to the Bible. Yale University Press. ISBN 978-0300188271.
- Jones, Gwilym H. (2007). «12. 1 and 2 Samuel».  En Barton, John; Muddiman, John, eds. The Oxford Bible Commentary (first (paperback) edición). Oxford University Press. pp. 196-232. ISBN 978-0199277186. Consultado el 6 de febrero de 2019.
- Klein, R.W. (2003). «Samuel, books of».  En Bromiley, Geoffrey W, ed. The International Standard Bible Encyclopedia. Eerdmans. ISBN 9780802837844.
- Knight, Douglas A (1995). «Chapter 4 Deuteronomy and the Deuteronomists».  En James Luther Mays, David L. Petersen and Kent Harold Richards, ed. Old Testament Interpretation. T&T Clark. p. 62. ISBN 9780567292896.
- Ulrich, Eugene, ed. (2010). The Biblical Qumran Scrolls: Transcriptions and Textual Variants. Brill.
- Würthwein, Ernst (1995). The Text of the Old Testament. Grand Rapids, MI: Wm. B. Eerdmans. ISBN 0-8028-0788-7. Consultado el 26 de enero de 2019.